# 和田悟朗
和田 悟朗（わだ ごろう、1923年6月18日 - 2015年2月23日）は、兵庫県出身の俳人・化学者。専門は物理化学。奈良女子大学名誉教授。

## 生涯
武庫郡御影町（現・神戸市東灘区御影町）出身、大阪大学理学部卒業。神戸大学理学部助教授、奈良女子大学理学部教授を経て同女子大学名誉教授（物理化学）。
俳句は1952年より始め、橋閒石の「白燕」に参加、のち同人。高柳重信の「俳句評論」、赤尾兜子の「渦」同人を経て1992年より「白燕」同人代表。1977年、現代俳句協会関西地区会議議長に就任。のち現代俳句協会副会長を経て、2004年3月より同顧問。2010年「風来」創刊・主宰。
1969年第16回現代俳句協会賞、2007年第7回現代俳句大賞、2013年句集『風車』により第64回読売文学賞詩歌俳句賞を受賞。他にも兵庫県文化賞、大阪文化芸術功労賞等を受賞している。時間、地球、宇宙、次元といった自然科学的な概念語を用いた大きな把握を持つ句が特徴。1995年には阪神・淡路大震災により自宅が全壊、「寒暁や神の一撃もて明くる」の句を作った。
1999年、勲三等旭日中綬章受章。
2015年2月23日、肺気腫により死去。91歳。

## 著書

### 句集
- 『七十万年』 俳句評論者 1968
- 『現』 ぬ書房 1977
- 『山壊史』 俳句研究新社 1981
- 『諸葛菜』現代俳句協会 現代俳句の一〇〇冊 1983
- 『櫻守』季節社 1984
- 『法隆寺伝承』 沖積舎 1987
- 『少間』沖積舎 1993
- 『即興の山』梅里書房 1996
- 『坐忘』花神社 花神俳人選 2001
- 『人間律』ふらんす堂現代俳句叢書 2005
- 『風車』角川書店 2012

選句集
- 『和田悟朗句集』ふらんす堂 現代俳句文庫 1992
- 『舎密祭』梅里書房 愛蔵文庫判自解句集 2003

### 評論・随筆など
- 『現代の諷詠』 湯川書房 1985
- 『俳句と自然』裳華房 ポピュラー・サイエンス 1989
- 『活日記』梅里書房 2000
- 『俳句文明』邑書林 2003
- 『時空のささやき』ふらんす堂 2011

### 共著編
- 『放射化学及放射線保健学』橋本庸平,杉井通泰共著 広川書店 1959
- 『現代物理化学講座 第8 溶液の性質 第2』藤代亮一,玉虫伶太共著 東京化学同人 1968
- 『生活の化学』改稿版 千谷利三共著 三共出版 1977
- 『赤尾兜子の世界』編著 梅里書房 昭和俳句文学アルバム 1991
- 橋閒石『俳諧余談』編 白燕俳句会 2009

### 翻訳
- ノイツィル『教養の化学』東京化学同人 1970